# Esarcus iolensis
Esarcus iolensis is een keversoort uit de familie boomzwamkevers (Mycetophagidae). De wetenschappelijke naam van de soort werd in 1917 gepubliceerd door Paul de Peyerimhoff de Fontenelle.